# 汐止系統交流道
汐止系統交流道坐落於臺灣基隆河上、新北市汐止區內，國道一號里程11k、國道三號里程10k處，於1996年3月通車。為兩大主線三個交會點中最北者。設計時考量國道三號與國道一號汐止交流道僅相距850公尺，故將交流道型式設計為雙葉型，在國道一號兩旁增設集散道引導車流，國道三號左轉入國道一號均以環道設計連接。
國道三號北上由汐止系統交流道轉入國道一號時並無車道可下汐止交流道，僅能通往五堵以北，故國道三號北上車輛如欲前往汐止，需提前下新台五路交流道。
|      | 11 汐止系統 | 南下      | 高速公路  | 高速公路  |
| 北上 | 11 汐止系統 |           | 萬里 木柵 |           |
| 北上 | 11 汐止系統 |           |           |           |
|      | 10 汐止系統 | 南下      |           | 汐止 內湖 |
| 北上 | 10 汐止系統 | 內湖 五堵 |           |           |

## 後續計畫

### 國道一號汐止系統交流道增設南入匝道改建工程
由於汐止交流道平日交通流量大，新北市政府交通局於2019年向交通部高速公路局提出「國1汐止交流道增設南入匝道計畫」，於康寧街新增一支南下入口匝道，跨越基隆河銜接至汐止系統交流道（由國道三號南下銜接國道一號南下之匝道）。評估可轉移原匝道及周邊道路約27%交通量，節省約20分鐘的行車時間，縮短約4公里路程。為了在康寧街增設匝道，新北市政府於2020年先行拓寬康寧街，將原路寬10公尺拓寬成14公尺，自雙向2車道增為4車道，已在2020年底完工。
「國道一號汐止系統交流道增設南入匝道改建工程」已由高速公路局完成規劃、設計，於2021年1月15日上網招標，預計2021年2月底決標、2023年10月30日通車。
南入匝道已於2023年10月30日16時正式通車啟用。

## 外部連結
- 國道一號汐止交流道、汐止系統交流道、汐五高架汐止端示意圖 （页面存档备份，存于）（交通部高速公路局）
- 國道三號汐止系統交流道示意圖 （页面存档备份，存于）（交通部高速公路局）